# Chokwea bredoi
Chokwea bredoi är en insektsart som beskrevs av Boris Petrovich Uvarov 1953. Chokwea bredoi ingår i släktet Chokwea och familjen gräshoppor. Inga underarter finns listade i Catalogue of Life.